# Vlajka Tuvalu

Tuvalská vlajka
Poměr stran: 1:2

Tuvalská státní vlajka
Poměr stran: 1:2

Vlajka Tuvalu se skládá ze světle modrého pole, které má v kantonu (v horní žerďové části) vlajku Spojeného království. Ve vlající části je umístěno 9 hvězd.
Světle modrá barva symbolizuje moře (Tichý oceán), vlajka Spojeného království dřívější britský vliv a 9 hvězd symbolizuje tuvalské ostrovy.

Rozměry tuvalské vlajky
Tuvalské ostrovy (výřez z vlajky, sever je u žerdi)
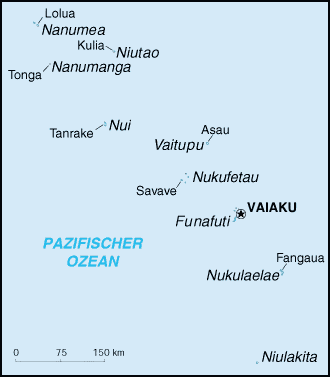
Mapa tuvalských ostrovů (srovnání s předchozím výřezem)

## Historie
Ostrovy byly osídleny asi před 2000 lety pravděpodobně migranty z Tongy a Samoy. Roku 1568 objevil španělský mořeplavec Álvaro de Mendaña y Neyra ostrov Nui, který pojmenoval La Solitaria. Ostrovy byly po prozkoumání na přelomu 18. a 19. století nazývány Lagunové ostrovy, později Elliceovy ostrovy po Edwardu Elliceovi (1783–1863), britském obchodníkovi a majiteli jedné z objevitelských lodí. V roce 1877 se ostrovy staly britským územím (spravovány byly z Fidži). První oficiální vlajkou byla tedy britská vlajka.
9.–16. října 1892 byly ostrovy spojeny s Gilbertovými ostrovy do protektorátu, který se stal částí Britských západopacifických území a od roku 1895 se vyvěšovala vlajka britského rezidentního komisaře. Vlaku, o poměru stran 1:2, tvořila britská státní námořní vlajka (též nazývána britskou služební vlajkou, Blue Ensign) s vlakovým emblémem ve vlající části. Tzv. badge tvořil bílý kruh a v něm umístěna královská koruna, a pod ní iniciály B.R. (British Resident).
V roce 1916 se stal protektorát britskou korunní kolonií Gilbertovy a Elliceovy ostrovy, k zavedení vlastní vlajky ale nedošlo. V roce 1931 byl navržen nový znak. Znak udělil kolonii anglický král Jiří VI. až 1. května 1937. Zároveň byla zavedena i první koloniální vlajka. Byla to znovu britská modrá služební vlajka s vlajkovým emblémem ve vlající části. Až v roce 1941 byla vlajka Gilbertových a Elliceových ostrovů zanesena do knihy vlajek britské admirality (Admirality Flag Book) a až 28. srpna 1969 se stala oficiální národní vlajkou. 1. října 1975 byly Elliceovy ostrovy odděleny po referendu od Gilbertových ostrovů ale nová vlajka změněny nebyly. Od 1. ledna 1976 byly ostrovy přejmenovány na Tuvalu ale ke změně vlajky ani tehdy nedošlo. Domorodý název Tuvalu vznikl asi v 18. století, kdy byla osídlena většina ostrovů a znamená skupina osmi podle počtu, do té doby osídlených, ostrovů.
3. prosince 1976 udělila britská královna Alžběta II. Tuvalu nový znak a zároveň byla zavedena nová vlajka. Některé zdroje uvádějí až listopad 1977. Vlajka byla znovu Blue Ensign s tuvalským vlajkovým emblémem v bílém kruhu ve vlající části. Emblém tvořil štít tuvalského znaku bez stuhy s mottem (jiné zdroje uvádějí emblém včetně stuhy).

Vlajka Spojeného království Tuvalu (1877–1895) Poměr stran: 1:2
Koloniální vlajka Gilbertových a Elliceových ostrovů (1937–1976) Poměr stran: 1:2
Tuvalská vlajka (1976–1978) Poměr stran: 1:2

1. října 1978 vyhlásilo Tuvalu nezávislost a byla přijata první státní vlajka. Vlajku navrhl učitel Vione Natano a byla vybrána ze čtyřiceti návrhů. Vlajka měla podobu již používaného Blue Ensign, pouze barva listu byla světle modrá a ve vlající části bylo devět žlutých pěticípých hvězd. Pět z nich má jeden z cípů dolů, čtyři k hornímu okraji vlajky. Důvod je neznámý. Umístění hvězd přibližně odpovídá umístění devíti obydlených ostrovů Tuvalu v Pacifiku, pokud je sever u žerdi (ostrov Niulakita je obydlen jen v sezóně sběru kokosů). Vlajka byla po dvou změnách znovuzavedena v roce 1997 a je současnou tuvalskou vlajkou. Před zavedením vlajky se uvažovalo i o změně názvu země na Tuiva (iva znamená devět) a o tom, že všechny hvězdy budou mít cíp nahoru.
1. října 1995 byla z vlajky odstraněna jedna hvězda, aby počet odpovídal názvu země a pravděpodobně byl změněn i odstín modré barvy listu. Vlajka však byla užívána pouze do konce roku.
Na konci roku 1994 vypsala vláda pro nedostatečnou spolupráci se Spojeným královstvím soutěž na novou vlajku, do které bylo přihlášeno na 300 návrhů. S účinností od 1. ledna 1996 byla přijata nová vlajka, skládající se z pěti pruhů: červeného, bílého, modrého, bílého a červeného v poměru (přibližně) 5:1:13:1:5. U žerdi byl umístěn bílý rovnoramenný trojúhelník, jehož výška byla 4/11 délky vlajky. Na trojúhelníku byl umístěn státní znak z roku 1976 a ve vlající části osm bílých hvězd (znovu umístěných do tvaru odpovídajícímu přibližné poloze tuvalských ostrovů). Modrý pruh symbolizoval Tichý oceán, bílé pruhy mír a červené vítězství. Bílý trojúhelník symbolizoval hrot kopí a spolu se státním znakem Tuvalu představoval vládu míru, blahobytu a demokratické zásady. Vlajka nebyla příliš oblíbena, rozzlobení obyvatelé ostrova Niutao porazili stožár s novou vlajkou hned poté, co byla vlajka vztyčena.
S účinností od 11. dubna 1997 byla vlajka po nástupu staronového premiéra do funkce změněna na vlajku z roku 1978, která se užívá dodnes.

Tuvalská vlajka (1978–1995 a od roku 1997) Poměr stran: 1:2
Tuvalská vlajka (1995) Poměr stran: 1:2
Tuvalská vlajka (1996–1997) Poměr stran: 1:2

## Commonwealth
Tuvalu je členem Commonwealthu (který užívá vlastní vlajku) a zároveň je hlavou státu britský panovník (Commonwealth realm), kterého zastupuje generální guvernér (viz seznam vlajek britských guvernérů).
V roce 1960 byla navržena osobní vlajka Alžběty II., určená pro reprezentaci královny v její roli hlavy Commonwealthu na územích, ve kterých neměla jedinečnou vlajku – to byl i případ Tuvalu (viz seznam vlajek Alžběty II.).

Osobní vlajka královny Alžběty II. (1960–2022) Poměr stran: 1:1
Vlajka tuvalského generálního guvernéra Poměr stran: 1:2